# Cyaniris caerulescens
Cyaniris caerulescens är en fjärilsart som beskrevs av Charles Oberthür 1910. Cyaniris caerulescens ingår i släktet Cyaniris och familjen juvelvingar. Inga underarter finns listade i Catalogue of Life.